# Antiplotanais coochimudlo
Antiplotanais coochimudlo is een naaldkreeftjessoort uit de familie van de Typhlotanaidae. De wetenschappelijke naam van de soort is voor het eerst geldig gepubliceerd in 2008 door Bamber.